# Dicranota querula
Dicranota querula är en tvåvingeart som beskrevs av Alexander 1944. Dicranota querula ingår i släktet Dicranota och familjen hårögonharkrankar. Inga underarter finns listade i Catalogue of Life.